# Puranii de Sus, Teleorman
Puranii de Sus este satul de reședință al comunei Purani din județul Teleorman, Muntenia, România.